# The Dresser
The Dresser is een drama film uit 1983 geregisseerd door Peter Yates. De hoofdrollen werden gespeeld door Albert Finney en Tom Courtenay. De film is gebaseerd op een toneelstuk van Ronald Harwood uit 1980.
De film werd genomineerd voor vijf Oscars, waaronder de Oscar voor Beste Film. De film wist uiteindelijk geen enkele nominatie te verzilveren. Tom Courtenay wist een Golden Globe te winnen voor zijn rol in de fim.

## Rolverdeling
| Acteur           | Personage         |
| ---------------- | ----------------- |
| Albert Finney    | Sir               |
| Tom Courtenay    | Norman            |
| Edward Fox       | Oxenby            |
| Zena Walker      | Her Ladyship      |
| Eileen Atkins    | Madge             |
| Michael Gough    | Frank Carrington  |
| Cathryn Harrison | Irene             |
| Betty Marsden    | Violet Manning    |
| Sheila Reid      | Lydia Gibson      |
| Lockwood West    | Geoffrey Thornton |
| Donald Eccles    | Mr. Godstone      |
| Llewellyn Rees   | Horace Brown      |
| Guy Manning      | Benton            |
| Anne Mannion     | Beryl             |
| Kevin Stoney     | C. Rivers Lane    |
| Ann Way          | Miss White        |
| John Sharp       | Mr. Bottomley     |
| Kathy Staff      | Bombazine Woman   |
| Roger Avon       | Charles           |

## Prijzen en nominaties
| Jaar | Prijs                  | Categorie      | Genomineerde(n) | Uitslag     |
| ---- | ---------------------- | -------------- | --------------- | ----------- |
| 1984 | Academy Awards         | Beste film     | Beste film      | Genomineerd |
| 1984 | Beste regisseur        | Peter Yates    | Genomineerd     |             |
| 1984 | Beste acteur           | Tom Courtenay  | Genomineerd     |             |
| 1984 | Beste acteur           | Albert Finney  | Genomineerd     |             |
| 1984 | Beste bewerkt scenario | Ronald Harwood | Genomineerd     |             |